# Valner Franković
Valner Franković   (Raša, 9 de juliol de 1968) és un exjugador d'handbol croat, que va participar en els Jocs Olímpics d'Estiu de 1996.
El 1996, formà part de la selecció croata que va guanyar la medalla d'or a les olimpíades d'Atlanta.